# Seznam dílů seriálu Scrubs: Doktůrci
Toto je seznam dílů seriálu Scrubs: Doktůrci. Americký televizní seriál Scrubs: Doktůrci vysílala stanice NBC, poté ABC. Pořadí vysílání v USA a v Česku se mírně odlišuje, seznam uvádí pořadí podle americké premiéry. V Česku seriál premiérově odvysílala stanice Prima Cool s českým dabingem naráz během 11 měsíců v letech 2012–2013. Zatímco ve Spojených státech je celý seriál k dispozici na domácích nosičích, v Česku na DVD ani Blu-rayi nevyšel.
Seriál má 9 řad a 182 dílů.

## Přehled řad
| Řada | Díly | Premiéra v USA     | Premiéra v USA  | Premiéra v ČR     | Premiéra v ČR     |
| Řada | Díly | První díl          | Poslední díl    | První díl         | Poslední díl      |
| ---- | ---- | ------------------ | --------------- | ----------------- | ----------------- |
| 1    | 24   | 2. října 2001      | 21. května 2002 | 10. prosince 2012 | 17. ledna 2013    |
| 2    | 22   | 26. září 2002      | 17. dubna 2003  | 21. ledna 2013    | 7. března 2013    |
| 3    | 22   | 2. října 2003      | 4. května 2004  | 11. března 2013   | 14. května 2013   |
| 4    | 25   | 31. srpna 2004     | 10. května 2005 | 15. května 2013   | 1. července 2013  |
| 5    | 24   | 3. ledna 2006      | 16. května 2006 | 2. července 2013  | 2. srpna 2013     |
| 6    | 22   | 30. listopadu 2006 | 17. května 2007 | 5. srpna 2013     | 3. září 2013      |
| 7    | 11   | 25. října 2007     | 8. května 2008  | 4. září 2013      | 18. září 2013     |
| 8    | 19   | 6. ledna 2009      | 6. května 2009  | 19. září 2013     | 15. října 2013    |
| 9    | 13   | 1. prosince 2009   | 17. března 2010 | 16. října 2013    | 1. listopadu 2013 |

## Seznam dílů
Symbolem † jsou označeny díly, jejichž délka je nestandardně vyšší až o pět minut.

### První řada (2001–2002)
| Č. v seriálu | Č. v řadě | Původní název            | Český název                            | Režie             | Scénář                                                     | Premiéra v USA     | Premiéra v ČR     | Prod. kód |
| ------------ | --------- | ------------------------ | -------------------------------------- | ----------------- | ---------------------------------------------------------- | ------------------ | ----------------- | --------- |
| 1            | 1         | My First Day             | Můj první den                          | Adam Bernstein    | Bill Lawrence                                              | 2. října 2001      | 10. prosince 2012 | 535G      |
| 2            | 2         | My Mentor                | Můj učitel                             | Adam Bernstein    | Bill Lawrence                                              | 4. října 2001      | 11. prosince 2012 | S101      |
| 3            | 3         | My Best Friend's Mistake | Můj přítel a jeho chyba                | Adam Bernstein    | Eric Weinberg                                              | 9. října 2001      | 12. prosince 2012 | S102      |
| 4            | 4         | My Old Lady              | Moje babča                             | Marc Buckland     | Matt Tarses                                                | 16. října 2001     | 13. prosince 2012 | S103      |
| 5            | 5         | My Two Dads              | Moji dva tátové                        | Craig Zisk        | Neil Goldman a Garrett Donovan                             | 23. října 2001     | 17. prosince 2012 | S104      |
| 6            | 6         | My Bad                   | Moje chyba                             | Marc Buckland     | Gabrielle Allan                                            | 30. října 2001     | 18. prosince 2012 | S105      |
| 7            | 7         | My Super Ego             | Mé superego                            | Peter Lauer       | Mike Schwartz                                              | 6. listopadu 2001  | 19. prosince 2012 | S106      |
| 8            | 8         | My Fifteen Minutes       | Mých patnáct minut slávy               | Lawrence Trilling | Eric Weinberg                                              | 15. listopadu 2001 | 20. prosince 2012 | S108      |
| 9            | 9         | My Day Off               | Můj den volna                          | Elodie Keene      | Janae Bakken                                               | 20. listopadu 2001 | 24. prosince 2012 | S107      |
| 10           | 10        | My Nickname              | Moje přezdívka                         | Matthew Diamond   | Bill Lawrence                                              | 27. listopadu 2001 | 25. prosince 2012 | S110      |
| 11           | 11        | My Own Personal Jesus    | Můj soukromý Ježíš                     | Jeff Melman       | Debra Fordham                                              | 11. prosince 2001  | 26. prosince 2012 | S109      |
| 12           | 12        | My Blind Date            | Moje schůzka naslepo                   | Marc Buckland     | Mark Stegemann                                             | 8. ledna 2002      | 27. prosince 2012 | S112      |
| 13           | 13        | My Balancing Act         | Moje hledání rovnováhy                 | Michael Spiller   | Neil Goldman a Garrett Donovan                             | 15. ledna 2002     | 31. prosince 2012 | S113      |
| 14           | 14        | My Drug Buddy            | Moje závislost                         | Michael Spiller   | Matt Tarses                                                | 22. ledna 2002     | 1. ledna 2013     | S111      |
| 15           | 15        | My Bed Banter & Beyond†  | Moje postelová prostopášnost a podobně | Lawrence Trilling | Gabrielle Allan                                            | 5. února 2002      | 2. ledna 2013     | S115      |
| 16           | 16        | My Heavy Meddle          | Můj těžkej nářez                       | Will Mackenzie    | Mike Schwartz                                              | 26. února 2002     | 3. ledna 2013     | S116      |
| 17           | 17        | My Student               | Můj student                            | Matthew Diamond   | námět: Mark Stegemann scénář: Janae Bakken a Debra Fordham | 5. března 2002     | 7. ledna 2013     | S114      |
| 18           | 18        | My Tuscaloosa Heart      | Moje blues                             | Lawrence Trilling | námět: Janae Bakken scénář: Debra Fordham a Mark Stegemann | 12. března 2002    | 8. ledna 2013     | S117      |
| 19           | 19        | My Old Man               | Můj taťka                              | Adam Bernstein    | Matt Tarses                                                | 9. dubna 2002      | 9. ledna 2013     | S120      |
| 20           | 20        | My Way or the Highway    | Moje nejhlubší přesvědčení             | Adam Bernstein    | Eric Weinberg                                              | 16. dubna 2002     | 10. ledna 2013    | S118      |
| 21           | 21        | My Sacrificial Clam      | Moje oběť                              | Marc Buckland     | námět: Debra Fordham scénář: Janae Bakken a Mark Stegemann | 30. dubna 2002     | 14. ledna 2013    | S119      |
| 22           | 22        | My Occurrence            | Moje příhoda                           | Lawrence Trilling | Bill Lawrence                                              | 7. května 2002     | 15. ledna 2013    | S122      |
| 23           | 23        | My Hero                  | Můj hrdina                             | Michael Spiller   | Neil Goldman a Garrett Donovan                             | 14. května 2002    | 16. ledna 2013    | S123      |
| 24           | 24        | My Last Day              | Můj poslední den                       | Michael Spiller   | Gabrielle Allan a Mike Schwartz                            | 21. května 2002    | 17. ledna 2013    | S121      |

### Druhá řada (2002–2003)
| Č. v seriálu | Č. v řadě | Původní název               | Český název                | Režie             | Scénář                                                      | Premiéra v USA     | Premiéra v ČR  | Prod. kód |
| ------------ | --------- | --------------------------- | -------------------------- | ----------------- | ----------------------------------------------------------- | ------------------ | -------------- | --------- |
| 25           | 1         | My Overkill                 | Moje slabá chvilka         | Adam Bernstein    | Bill Lawrence                                               | 26. září 2002      | 21. ledna 2013 | 201       |
| 26           | 2         | My Nightingale              | Moje noční služba          | Craig Zisk        | Eric Weinberg                                               | 3. října 2002      | 22. ledna 2013 | 203       |
| 27           | 3         | My Case Study               | Můj zvláštní případ        | Michael Spiller   | Gabrielle Allan                                             | 10. října 2002     | 23. ledna 2013 | 205       |
| 28           | 4         | My Big Mouth                | Má zrada                   | Paul Quinn        | Mark Stegemann                                              | 17. října 2002     | 24. ledna 2013 | 206       |
| 29           | 5         | My New Coat                 | Můj nový plášť             | Marc Buckland     | Matt Tarses                                                 | 24. října 2002     | 28. ledna 2013 | 202       |
| 30           | 6         | My Big Brother              | Můj starší brácha          | Michael Spiller   | Tim Hobert                                                  | 31. října 2002     | 29. ledna 2013 | 204       |
| 31           | 7         | My First Step               | Můj první krok             | Lawrence Trilling | Mike Schwartz                                               | 7. listopadu 2002  | 30. ledna 2013 | 207       |
| 32           | 8         | My Fruit Cups               | Můj sladký život           | Ken Whittingham   | Janae Bakken                                                | 14. listopadu 2002 | 31. ledna 2013 | 208       |
| 33           | 9         | My Lucky Day                | Můj šťastný den            | Lawrence Trilling | Debra Fordham                                               | 5. prosince 2002   | 4. února 2013  | 209       |
| 34           | 10        | My Monster                  | Moje příšera               | Gail Mancuso      | Angela Nissel                                               | 12. prosince 2002  | 5. února 2013  | 210       |
| 35           | 11        | My Sex Buddy                | Můj sex bez závazků        | Will Mackenzie    | Neil Goldman a Garrett Donovan                              | 2. ledna 2003      | 6. února 2013  | 212       |
| 36           | 12        | My New Old Friend           | Moje nová stará kamarádka  | Chris Koch        | Gabrielle Allan                                             | 9. ledna 2003      | 7. února 2013  | 211       |
| 37           | 13        | My Philosophy               | Moje filozofie             | Chris Koch        | námět: Bill Lawrence scénář: Matt Tarses a Tim Hobert       | 16. ledna 2003     | 11. února 2013 | 213       |
| 38           | 14        | My Brother, My Keeper       | Můj bratr, můj strážce     | Michael Spiller   | Eric Weinberg                                               | 23. ledna 2003     | 14. února 2013 | 214       |
| 39           | 15        | His Story†                  | Jeho příběh                | Ken Whittingham   | Bonnie Schneider a Hadley Davis                             | 30. ledna 2003     | 18. února 2013 | 215       |
| 40           | 16        | My Karma                    | Moje špatná karma          | Marc Buckland     | Janae Bakken a Debra Fordham                                | 20. února 2003     | 21. února 2013 | 216       |
| 41           | 17        | My Own Private Practice Guy | Můj vlastní soukromý lékař | Marc Buckland     | Angela Nissel a Mark Stegemann                              | 13. března 2003    | 25. února 2013 | 218       |
| 42           | 18        | My T.C.W.                   | Moje osamělost             | Adam Bernstein    | Bill Lawrence                                               | 20. března 2003    | 26. února 2013 | 217       |
| 43           | 19        | My Kingdom                  | Mé království              | Michael Spiller   | April Pesa                                                  | 27. března 2003    | 27. února 2013 | 219       |
| 44           | 20        | My Interpretation           | Moje překládání            | Will Mackenzie    | námět: Mike Schwartz scénář: Neil Goldman a Garrett Donovan | 3. dubna 2003      | 28. února 2013 | 220       |
| 45           | 21        | My Drama Queen              | Moje milovnice dramat      | Michael Spiller   | Will Berson                                                 | 10. dubna 2003     | 4. března 2013 | 221       |
| 46           | 22        | My Dream Job                | Mé vysněné zaměstnání      | Bill Lawrence     | Tim Hobert a Matt Tarses                                    | 17. dubna 2003     | 7. března 2013 | 222       |

### Třetí řada (2003–2004)
Díl Mé nemravné tajemství (My Dirty Secret) byl naplánován na 16. října 2003 jako třetí v pořadí třetí řady. Celý denní program byl ale posunut o týden kvůli vysílání baseballového zápasu. Zatímco ostatní seriály toho dne byly posunuty o jeden týden, z neznámých důvodů byl u Scrubs: Doktůrků neodvysílaný díl dočasně vynechán a odvysílán až mnohem později jako devátý v pořadí, což vytváří několik nekonzistencí v ději. Při reprízách a při některých mezinárodních uvedeních je díl navrácen na původně zamýšlené místo. V Česku byl díl odvysílán na čtvrtém místě.
| Č. v seriálu | Č. v řadě | Původní název               | Český název                 | Režie                   | Scénář                         | Premiéra v USA     | Premiéra v ČR   | Prod. kód |
| ------------ | --------- | --------------------------- | --------------------------- | ----------------------- | ------------------------------ | ------------------ | --------------- | --------- |
| 47           | 1         | My Own American Girl        | Moje nová Barbie            | Bill Lawrence           | Bill Lawrence                  | 2. října 2003      | 11. března 2013 | 301       |
| 48           | 2         | My Journey                  | Moje oblíbená kapela        | Michael Spiller         | Tim Hobert                     | 9. října 2003      | 12. března 2013 | 302       |
| 49           | 3         | My White Whale              | Moje bílá velryba           | Michael Spiller         | Eric Weinberg                  | 23. října 2003     | 18. března 2013 | 304       |
| 50           | 4         | My Lucky Night†             | Moje šťastná noc            | John Inwood             | Neil Goldman a Garrett Donovan | 30. října 2003     | 20. března 2013 | 305       |
| 51           | 5         | My Brother, Where Art Thou? | Můj bratříčku, kde jsi?     | Marc Buckland           | Mike Schwartz                  | 6. listopadu 2003  | 25. března 2013 | 306       |
| 52           | 6         | My Advice to You            | Moje dobrá rada             | Gail Mancuso            | Debra Fordham                  | 13. listopadu 2003 | 26. března 2013 | 307       |
| 53           | 7         | My Fifteen Seconds          | Mých patnáct vteřin         | Ken Whittingham         | Mark Stegemann                 | 20. listopadu 2003 | 27. března 2013 | 308       |
| 54           | 8         | My Friend the Doctor        | Můj přítel doktor           | Ken Whittingham         | Gabrielle Allan                | 4. prosince 2003   | 1. dubna 2013   | 309       |
| 55           | 9         | My Dirty Secret             | Mé nemravné tajemství       | Chris Koch              | Matt Tarses                    | 11. prosince 2003  | 19. března 2013 | 303       |
| 56           | 10        | My Rule of Thumb            | Můj přístup k pravidlům     | Craig Zisk              | Janae Bakken                   | 22. ledna 2004     | 8. dubna 2013   | 310       |
| 57           | 11        | My Clean Break              | Můj první rozchod           | Chris Koch              | Angela Nissel                  | 3. února 2004      | 15. dubna 2013  | 311       |
| 58           | 12        | My Catalyst†                | Můj katalyzátor             | Michael Spiller         | Bill Lawrence                  | 10. února 2004     | 16. dubna 2013  | 316       |
| 59           | 13        | My Porcelain God†           | Můj porcelánový bůh         | Adam Bernstein          | Tim Hobert a Eric Weinberg     | 17. února 2004     | 17. dubna 2013  | 317       |
| 60           | 14        | My Screw Up                 | Můj průšvih                 | Chris Koch              | Neil Goldman a Garrett Donovan | 24. února 2004     | 22. dubna 2013  | 315       |
| 61           | 15        | My Tormented Mentor         | Můj ztrápený učitel         | Craig Zisk              | Gabrielle Allan                | 2. března 2004     | 24. dubna 2013  | 314       |
| 62           | 16        | My Butterfly                | Můj motýl                   | Henry Chan              | Justin Spitzer                 | 16. března 2004    | 29. dubna 2013  | 312       |
| 63           | 17        | My Moment of Un-Truth       | Moje morální dilema         | Gail Mancuso            | Rich Eustis                    | 30. března 2004    | 1. května 2013  | 313       |
| 64           | 18        | His Story II                | Jeho příběh II              | Jason Ensler            | Mark Stegemann                 | 6. dubna 2004      | 6. května 2013  | 318       |
| 65           | 19        | My Choosiest Choice of All  | Mé milosrdné lži            | Adam Bernstein          | Mike Schwartz                  | 20. dubna 2004     | 7. května 2013  | 319       |
| 66           | 20        | My Fault                    | Moje velká chyba            | Richard Alexander Wells | Debra Fordham                  | 22. dubna 2004     | 8. května 2013  | 320       |
| 67           | 21        | My Self-Examination         | Moje samovyšetření          | Randall Winston         | Janae Bakken                   | 27. dubna 2004     | 13. května 2013 | 321       |
| 68           | 22        | My Best Friend's Wedding    | Můj nejlepší přítel se žení | Bill Lawrence           | Tim Hobert a Eric Weinberg     | 4. května 2004     | 14. května 2013 | 322       |

### Čtvrtá řada (2004–2005)
| Č. v seriálu | Č. v řadě | Původní název               | Český název            | Režie             | Scénář                         | Premiéra v USA     | Premiéra v ČR    | Prod. kód |
| ------------ | --------- | --------------------------- | ---------------------- | ----------------- | ------------------------------ | ------------------ | ---------------- | --------- |
| 69           | 1         | My Old Friend's New Friend† | Moje nová pozice       | Bill Lawrence     | Eric Weinberg                  | 31. srpna 2004     | 15. května 2013  | 401       |
| 70           | 2         | My Office                   | Moje kancelář          | Gail Mancuso      | Matt Tarses                    | 7. září 2004       | 20. května 2013  | 402       |
| 71           | 3         | My New Game                 | Moje nová hra          | Ken Whittingham   | Gabrielle Allan                | 14. září 2004      | 21. května 2013  | 403       |
| 72           | 4         | My First Kill               | Můj první smrťák       | Ken Whittingham   | Tad Quill                      | 21. září 2004      | 22. května 2013  | 404       |
| 73           | 5         | Her Story                   | Její příběh            | John Inwood       | Angela Nissel                  | 28. září 2004      | 27. května 2013  | 405       |
| 74           | 6         | My Cake                     | Můj dort               | Henry Chan        | Neil Goldman a Garrett Donovan | 12. října 2004     | 28. května 2013  | 406       |
| 75           | 7         | My Common Enemy             | Můj nepřítel           | Joanna Kerns      | Bill Callahan                  | 19. října 2004     | 29. května 2013  | 407       |
| 76           | 8         | My Last Chance              | Moje poslední šance    | Zach Braff        | Mike Schwartz                  | 26. října 2004     | 3. června 2013   | 408       |
| 77           | 9         | My Malpractice Decision     | Moje právní zkušenost  | Gail Mancuso      | Janae Bakken                   | 9. listopadu 2004  | 4. června 2013   | 409       |
| 78           | 10        | My Female Trouble           | Moje potíže se ženami  | Chris Koch        | Debra Fordham                  | 16. listopadu 2004 | 5. června 2013   | 410       |
| 79           | 11        | My Unicorn                  | Můj jednorožec         | Matthew Perry     | Gabrielle Allan a Tad Quill    | 23. listopadu 2004 | 10. června 2013  | 411       |
| 80           | 12        | My Best Moment              | Můj nejlepší okamžik   | Chris Koch        | Angela Nissel                  | 7. prosince 2004   | 11. června 2013  | 412       |
| 81           | 13        | My Ocardial Infarction      | Můj hluboký nádech     | Ken Whittingham   | Mark Stegemann                 | 18. ledna 2005     | 12. června 2013  | 413       |
| 82           | 14        | My Lucky Charm              | Moje štístko           | Chris Koch        | Mike Schwartz                  | 25. ledna 2005     | 14. června 2013  | 415       |
| 83           | 15        | My Hypocritical Oath        | Má pokrytecká přísaha  | Craig Zisk        | Tim Hobert                     | 1. února 2005      | 17. června 2013  | 414       |
| 84           | 16        | My Quarantine               | Moje karanténa         | Michael Spiller   | Tad Quill                      | 8. února 2005      | 18. června 2013  | 416       |
| 85           | 17        | My Life in Four Cameras     | Můj život před kamerou | Adam Bernstein    | Debra Fordham                  | 15. února 2005     | 19. června 2013  | 417       |
| 86           | 18        | My Roommates                | Moji spolubydlící      | Craig Zisk        | Tim Hobert                     | 22. února 2005     | 20. června 2013  | 418       |
| 87           | 19        | My Best Laid Plans          | Mé nejlepší úmysly     | Zach Braff        | Bill Callahan                  | 1. března 2005     | 21. června 2013  | 419       |
| 88           | 20        | My Boss's Free Haircut      | Můj šéf a holič zdarma | John Inwood       | Mark Stegemann                 | 29. března 2005    | 24. června 2013  | 420       |
| 89           | 21        | My Lips Are Sealed          | Moje pusa na zámek     | John Michel       | Janae Bakken                   | 5. dubna 2005      | 25. června 2013  | 421       |
| 90           | 22        | My Big Move                 | Můj velký krok         | Victor Nelli, Jr. | Bonnie Sikowitz                | 12. dubna 2005     | 26. června 2013  | 422       |
| 91           | 23        | My Faith in Humanity        | Moje víra v lidskost   | Ken Whittingham   | David Feinberg                 | 19. dubna 2005     | 27. června 2013  | 423       |
| 92           | 24        | My Drive-By                 | Moje projížďka         | Will Mackenzie    | Angela Nissel                  | 26. dubna 2005     | 28. června 2013  | 424       |
| 93           | 25        | My Changing Ways            | Moje životní změny     | Victor Nelli, Jr. | Bill Lawrence                  | 10. května 2005    | 1. července 2013 | 425       |

### Pátá řada (2006)
| Č. v seriálu | Č. v řadě | Původní název          | Český název                | Režie                   | Scénář                         | Premiéra v USA  | Premiéra v ČR     | Prod. kód |
| ------------ | --------- | ---------------------- | -------------------------- | ----------------------- | ------------------------------ | --------------- | ----------------- | --------- |
| 94           | 1         | My Intern's Eyes       | Moje nová atestace         | Bill Lawrence           | Bill Lawrence                  | 3. ledna 2006   | 2. července 2013  | 501       |
| 95           | 2         | My Rite of Passage     | Můj rituál dospělosti      | Bill Lawrence           | Janae Bakken                   | 3. ledna 2006   | 3. července 2013  | 502       |
| 96           | 3         | My Day at the Races    | Můj závodní den            | Michael Spiller         | Eric Weinberg                  | 10. ledna 2006  | 4. července 2013  | 503       |
| 97           | 4         | My Jiggly Ball         | Můj tenisbal               | Rick Blue               | Tim Hobert                     | 10. ledna 2006  | 5. července 2013  | 504       |
| 98           | 5         | My New God             | Můj nový bůh               | Victor Nelli, Jr.       | Aseem Batra                    | 17. ledna 2006  | 8. července 2013  | 506       |
| 99           | 6         | My Missed Perception   | Můj pokřivený pohled       | Bill Lawrence           | Kevin Biegel                   | 17. ledna 2006  | 9. července 2013  | 507       |
| 100          | 7         | My Way Home            | Moje cesta domů            | Zach Braff              | Neil Goldman a Garrett Donovan | 24. ledna 2006  | 10. července 2013 | 505       |
| 101          | 8         | My Big Bird            | Moje problémy s pštrosy    | Rob Greenberg           | Debra Fordham                  | 24. ledna 2006  | 11. července 2013 | 508       |
| 102          | 9         | My Half-Acre           | Moje rady do života        | Linda Mendoza           | Bill Callahan                  | 7. února 2006   | 12. července 2013 | 509       |
| 103          | 10        | Her Story II           | Její příběh II             | Chris Koch              | Mike Schwartz                  | 7. února 2006   | 15. července 2013 | 510       |
| 104          | 11        | My Buddy's Booty       | Můj nezávazný sex          | Randall Winston         | Mark Stegemann                 | 28. února 2006  | 16. července 2013 | 511       |
| 105          | 12        | My Cabbage             | Můj Kabrňák                | John Inwood             | Ryan A. Levin                  | 28. února 2006  | 17. července 2013 | 512       |
| 106          | 13        | My Five Stages         | Mých pět stadií            | Jay Alaimo              | Tad Quill                      | 7. března 2006  | 18. července 2013 | 513       |
| 107          | 14        | My Own Personal Hell   | Moje osobní peklo          | Adam Bernstein          | Eren Celeboglu                 | 14. března 2006 | 19. července 2013 | 514       |
| 108          | 15        | My Extra Mile          | Moje zvláštní péče         | Ken Whittingham         | Mark Stegemann                 | 21. března 2006 | 22. července 2013 | 515       |
| 109          | 16        | My Bright Idea         | Můj brilantní nápad        | Michael Spiller         | Janae Bakken                   | 28. března 2006 | 23. července 2013 | 517       |
| 110          | 17        | My Chopped Liver       | Moje čtvrteční večery      | Will Mackenzie          | Debra Fordham                  | 4. dubna 2006   | 24. července 2013 | 516       |
| 111          | 18        | My New Suit            | Můj nový oblek             | Victor Nelli, Jr.       | Tim Hobert                     | 11. dubna 2006  | 25. července 2013 | 518       |
| 112          | 19        | His Story III          | Jeho příběh III            | John Inwood             | Angela Nissel                  | 18. dubna 2006  | 26. července 2013 | 519       |
| 113          | 20        | My Lunch               | Můj oběd                   | John Michel             | Tad Quill                      | 25. dubna 2006  | 29. července 2013 | 520       |
| 114          | 21        | My Fallen Idol         | Můj padlý idol             | Joanna Kerns            | Bill Callahan                  | 2. května 2006  | 30. července 2013 | 521       |
| 115          | 22        | My Déja Vu, My Déja Vu | Moje déja vu, moje déja vu | Linda Mendoza           | Mike Schwartz                  | 9. května 2006  | 31. července 2013 | 522       |
| 116          | 23        | My Urologist           | Moje uroložka              | Richard Alexander Wells | Neil Goldman a Garrett Donovan | 16. května 2006 | 1. srpna 2013     | 523       |
| 117          | 24        | My Transition          | Moje životní změna         | Bill Lawrence           | Aseem Batra a Kevin Biegel     | 16. května 2006 | 2. srpna 2013     | 524       |

### Šestá řada (2006–2007)
| Č. v seriálu | Č. v řadě | Původní název                                   | Český název                              | Režie                   | Scénář                         | Premiéra v USA     | Premiéra v ČR  | Prod. kód |
| ------------ | --------- | ----------------------------------------------- | ---------------------------------------- | ----------------------- | ------------------------------ | ------------------ | -------------- | --------- |
| 118          | 1         | My Mirror Image                                 | Můj zrcadlový obraz                      | John Inwood             | Tim Hobert                     | 30. listopadu 2006 | 5. srpna 2013  | 601       |
| 119          | 2         | My Best Friend's Baby's Baby and My Baby's Baby | Dítě mého nejlepšího přítele a moje dítě | Gail Mancuso            | Neil Goldman a Garrett Donovan | 7. prosince 2006   | 6. srpna 2013  | 603       |
| 120          | 3         | My Coffee                                       | Moje kafe                                | Rick Blue               | Tad Quill                      | 14. prosince 2006  | 7. srpna 2013  | 602       |
| 121          | 4         | My House                                        | Moje záhady                              | John Putch              | Bill Callahan                  | 4. ledna 2007      | 8. srpna 2013  | 604       |
| 122          | 5         | My Friend with Money                            | Moje bohatá kamarádka                    | John Michel             | Gabrielle Allan                | 11. ledna 2007     | 9. srpna 2013  | 605       |
| 123          | 6         | My Musical                                      | Můj muzikál                              | Will Mackenzie          | Debra Fordham                  | 18. ledna 2007     | 12. srpna 2013 | 607       |
| 124          | 7         | His Story IV                                    | Jeho příběh IV                           | Linda Mendoza           | Mike Schwartz                  | 1. února 2007      | 13. srpna 2013 | 606       |
| 125          | 8         | My Road to Nowhere                              | Moje cesta nikam                         | Mark Stegemann          | Mark Stegemann                 | 8. února 2007      | 14. srpna 2013 | 608       |
| 126          | 9         | My Perspective                                  | Moje perspektiva                         | John Putch              | Angela Nissel                  | 15. února 2007     | 15. srpna 2013 | 609       |
| 127          | 10        | My Therapeutic Month                            | Můj měsíc terapie                        | Ken Whittingham         | Aseem Batra                    | 22. února 2007     | 16. srpna 2013 | 610       |
| 128          | 11        | My Night to Remember                            | Moje noc plná vzpomínek                  | Richard Davis           | Debra Fordham                  | 1. března 2007     | 19. srpna 2013 | 614       |
| 129          | 12        | My Fishbowl                                     | Moje rybička                             | Chris Koch              | Kevin Biegel                   | 8. března 2007     | 20. srpna 2013 | 611       |
| 130          | 13        | My Scrubs                                       | Můj mundúr                               | John Putch              | Clarence Livingston            | 15. března 2007    | 21. srpna 2013 | 612       |
| 131          | 14        | My No Good Reason                               | Moje zbytečné důvody                     | Zach Braff              | Janae Bakken                   | 22. března 2007    | 22. srpna 2013 | 613       |
| 132          | 15        | My Long Goodbye†                                | Moje dlouhé loučení                      | Victor Nelli, Jr.       | Dave Tennant                   | 5. dubna 2007      | 23. srpna 2013 | 615       |
| 133          | 16        | My Words of Wisdom                              | Má moudrá slova                          | Victor Nelli, Jr.       | Eric Weinberg                  | 12. dubna 2007     | 26. srpna 2013 | 616       |
| 134          | 17        | Their Story                                     | Jejich příběh                            | Richard Alexander Wells | Andy Schwartz                  | 19. dubna 2007     | 27. srpna 2013 | 617       |
| 135          | 18        | My Turf War                                     | Moje dívčí válka                         | Bill Lawrence           | Sean Russell                   | 26. dubna 2007     | 28. srpna 2013 | 618       |
| 136          | 19        | My Cold Shower                                  | Moje studená sprcha                      | John Inwood             | Janae Bakken                   | 3. května 2007     | 29. srpna 2013 | 619       |
| 137          | 20        | My Conventional Wisdom†                         | Moje cesta za poznáním                   | Michael McDonald        | Bill Callahan                  | 10. května 2007    | 30. srpna 2013 | 620       |
| 138          | 21        | My Rabbit                                       | Můj králík                               | John Putch              | Kevin Biegel a Aseem Batra     | 17. května 2007    | 2. září 2013   | 621       |
| 139          | 22        | My Point of No Return                           | Moje bezvýchodná situace                 | Linda Mendoza           | Neil Goldman a Garrett Donovan | 17. května 2007    | 3. září 2013   | 622       |

### Sedmá řada (2007–2008)
| Č. v seriálu | Č. v řadě | Původní název         | Český název               | Režie            | Scénář                         | Premiéra v USA     | Premiéra v ČR | Prod. kód |
| ------------ | --------- | --------------------- | ------------------------- | ---------------- | ------------------------------ | ------------------ | ------------- | --------- |
| 140          | 1         | My Own Worst Enemy    | Můj největší nepřítel     | Bill Lawrence    | Neil Goldman a Garrett Donovan | 25. října 2007     | 4. září 2013  | 701       |
| 141          | 2         | My Hard Labor         | Můj těžký porod           | Adam Bernstein   | Bill Callahan                  | 1. listopadu 2007  | 5. září 2013  | 702       |
| 142          | 3         | My Inconvenient Truth | Moje nepříjemná pravda    | Bill Lawrence    | Debra Fordham                  | 8. listopadu 2007  | 6. září 2013  | 703       |
| 143          | 4         | My Identity Crisis    | Moje krize identity       | Gail Mancuso     | Dave Tennant                   | 15. listopadu 2007 | 9. září 2013  | 704       |
| 144          | 5         | My Growing Pains      | Moje rostoucí bolesti     | Zach Braff       | Mike Schwartz                  | 29. listopadu 2007 | 10. září 2013 | 705       |
| 145          | 6         | My Number One Doctor  | Můj nejoblíbenější doktor | Will Mackenzie   | Janae Bakken                   | 6. prosince 2007   | 11. září 2013 | 706       |
| 146          | 7         | My Bad Too            | Moje vina                 | Linda Mendoza    | Clarence Livingston            | 10. dubna 2008     | 12. září 2013 | 707       |
| 147          | 8         | My Manhood            | Moje mužství              | Michael McDonald | Angela Nissel                  | 17. dubna 2008     | 13. září 2013 | 708       |
| 148          | 9         | My Dumb Luck          | Moje klika                | Rick Blue        | Aseem Batra                    | 24. dubna 2008     | 16. září 2013 | 710       |
| 149          | 10        | My Waste of Time      | Moje ztráta času          | Chris Koch       | Andy Schwartz                  | 1. května 2008     | 17. září 2013 | 711       |
| 150          | 11        | My Princess           | Moje princezna            | Zach Braff       | Mark Stegemann                 | 8. května 2008     | 18. září 2013 | 709       |

### Osmá řada (2009)
Současně s vysíláním osmé řady byl na internetu uveřejňován webový seriál Scrubs: Interns. Dvanáct 3-5minutových dílů vypráví příběhy internistů ze stejné nemocnice. V seriálu se mihly i postavy z hlavního seriálu Scrubs: Doktůrci. Deset dílů bylo možno zhlédnout na webu, dva se objevily exkluzivně na DVD a Blu-rayi osmé řady. V Česku nebyl tento seriál vysílán.
| Č. v seriálu | Č. v řadě | Původní název           | Český název                     | Režie            | Scénář                              | Premiéra v USA  | Premiéra v ČR  | Prod. kód |
| ------------ | --------- | ----------------------- | ------------------------------- | ---------------- | ----------------------------------- | --------------- | -------------- | --------- |
| 151          | 1         | My Jerks                | Moji noví pitomci               | Michael Spiller  | Angela Nissel                       | 6. ledna 2009   | 19. září 2013  | 801       |
| 152          | 2         | My Last Words           | Moje poslední slova             | Bill Lawrence    | Aseem Batra                         | 6. ledna 2009   | 20. září 2013  | 802       |
| 153          | 3         | My Saving Grace         | Moje obcházení systému          | Michael Spiller  | Janae Bakken                        | 13. ledna 2009  | 23. září 2013  | 803       |
| 154          | 4         | My Happy Place          | Moje šťastné místečko           | Ken Whittingham  | Taii K. Austin                      | 13. ledna 2009  | 24. září 2013  | 804       |
| 155          | 5         | My ABC's                | Moje abeceda                    | Bill Lawrence    | Bill Lawrence                       | 27. ledna 2009  | 25. září 2013  | 713       |
| 156          | 6         | My Cookie Pants         | Moje sušenkové kalhoty          | Gail Mancuso     | Clarence Livingston                 | 27. ledna 2009  | 26. září 2013  | 805       |
| 157          | 7         | My New Role             | Moje nová role                  | Will Mackenzie   | Dave Tennant                        | 3. února 2009   | 27. září 2013  | 806       |
| 158          | 8         | My Lawyer's in Love     | Moji zamilovaní právníci        | Mark Stegemann   | Debra Fordham                       | 3. února 2009   | 30. září 2013  | 811       |
| 159          | 9         | My Absence              | Moje nepřítomnost               | John Putch       | Debra Fordham a Andy Schwartz       | 10. února 2009  | 2. října 2013  | 812       |
| 160          | 10        | My Comedy Show          | Moje komediální show            | Ted Wass         | Devin O. Mahoney a C. Rego Marquiis | 10. února 2009  | 1. října 2013  | 807       |
| 161          | 11        | My Nah Nah Nah          | Moje chladová terapie           | John Putch       | Kevin Biegel                        | 18. března 2009 | 3. října 2013  | 712       |
| 162          | 12        | Their Story II          | Jejich příběh II                | Michael McDonald | Andy Schwartz                       | 25. března 2009 | 4. října 2013  | 808       |
| 163          | 13        | My Full Moon            | Můj úplněk                      | John Michel      | Kevin Biegel                        | 1. dubna 2009   | 7. října 2013  | 813       |
| 164          | 14        | My Soul on Fire: Part 1 | Moje duše v plamenech (1. část) | Bill Lawrence    | Bill Callahan                       | 8. dubna 2009   | 8. října 2013  | 809       |
| 165          | 15        | My Soul on Fire: Part 2 | Moje duše v plamenech (2. část) | Bill Lawrence    | Bill Callahan                       | 15. dubna 2009  | 9. října 2013  | 810       |
| 166          | 16        | My Cuz                  | Můj bratranec                   | Linda Mendoza    | Kevin Biegel                        | 22. dubna 2009  | 10. října 2013 | 814       |
| 167          | 17        | My Chief Concern        | Moje největší starost           | Zach Braff       | Neil Goldman a Garrett Donovan      | 5. května 2009  | 11. října 2013 | 815       |
| 168          | 18        | My Finale               | Můj poslední den (1. část)      | Bill Lawrence    | Bill Lawrence                       | 6. května 2009  | 14. října 2013 | 816       |
| 169          | 19        | My Finale               | Můj poslední den (2. část)      | Bill Lawrence    | Bill Lawrence                       | 6. května 2009  | 15. října 2013 | 817       |

### Devátá řada (2009–2010)
| Č. v seriálu | Č. v řadě | Původní název           | Český název             | Režie            | Scénář                              | Premiéra v USA    | Premiéra v ČR     | Prod. kód |
| ------------ | --------- | ----------------------- | ----------------------- | ---------------- | ----------------------------------- | ----------------- | ----------------- | --------- |
| 170          | 1         | Our First Day of School | Náš první den ve škole  | Michael Spiller  | Bill Lawrence                       | 1. prosince 2009  | 16. října 2013    | 901       |
| 171          | 2         | Our Drunk Friend        | Náš opilý přítel        | Michael McDonald | Josh Bycel a Jonathan Groff         | 1. prosince 2009  | 17. října 2013    | 902       |
| 172          | 3         | Our Role Models         | Naše vzory              | Gail Mancuso     | Steven Cragg a Brian Bradley        | 8. prosince 2009  | 18. října 2013    | 903       |
| 173          | 4         | Our Histories           | Naše poslední rozhovory | Ken Whittingham  | Corey Nickerson                     | 15. prosince 2009 | 21. října 2013    | 904       |
| 174          | 5         | Our Mysteries           | Naše záhada             | Michael Spiller  | Steven Cragg a Brian Bradley        | 22. prosince 2009 | 22. října 2013    | 909       |
| 175          | 6         | Our New Girl-Bro        | Naše nová parťačka      | Michael McDonald | Kevin Etten                         | 1. ledna 2010     | 23. října 2013    | 906       |
| 176          | 7         | Our White Coats         | Naše bílé pláště        | John Putch       | Andy Schwartz                       | 5. ledna 2010     | 24. října 2013    | 907       |
| 177          | 8         | Our Couples             | Naše páry               | Chris Koch       | Prentice Penny                      | 5. ledna 2010     | 25. října 2013    | 908       |
| 178          | 9         | Our Stuff Gets Real     | Naše bolestivá realita  | John Putch       | Leila Strachan                      | 12. ledna 2010    | 28. října 2013    | 905       |
| 179          | 10        | Our True Lies           | Naše pravdivé lži       | Michael Spiller  | Lon Zimmet a Dan Rubin              | 19. ledna 2010    | 29. října 2013    | 910       |
| 180          | 11        | Our Dear Leaders        | Naši drazí vůdci        | Peter Lauer      | Corey Nickerson a Kevin Etten       | 26. ledna 2010    | 30. října 2013    | 911       |
| 181          | 12        | Our Driving Issues      | Naše potíže s řízením   | Eren Celeboglu   | Alessia Costantini a Prentice Penny | 10. března 2010   | 31. října 2013    | 912       |
| 182          | 13        | Our Thanks              | Naše díky               | Rick Blue        | Sean Russell                        | 17. března 2010   | 1. listopadu 2013 | 913       |